# Llista d'asteroides/150001-150100
| Nom               | Designació provisional | Data de descobriment   | Lloc de descobriment | Descobridor/s                                          |
| ----------------- | ---------------------- | ---------------------- | -------------------- | ------------------------------------------------------ |
| 150001 -          | 2005 UJ151             | 26 d'octubre de 2005   | Kitt Peak            | Spacewatch                                             |
| 150002 -          | 2005 UZ155             | 26 d'octubre de 2005   | Palomar              | NEAT                                                   |
| 150003 -          | 2005 UH159             | 31 d'octubre de 2005   | Kitt Peak            | Spacewatch                                             |
| 150004 -          | 2005 UG163             | 23 d'octubre de 2005   | Kitt Peak            | Spacewatch                                             |
| 150005 -          | 2005 UG166             | 24 d'octubre de 2005   | Kitt Peak            | Spacewatch                                             |
| 150006 -          | 2005 UO200             | 25 d'octubre de 2005   | Kitt Peak            | Spacewatch                                             |
| 150007 -          | 2005 UD204             | 25 d'octubre de 2005   | Mount Lemmon         | Mount Lemmon Survey                                    |
| 150008 -          | 2005 UD216             | 25 d'octubre de 2005   | Kitt Peak            | Spacewatch                                             |
| 150009 -          | 2005 UY216             | 26 d'octubre de 2005   | Kitt Peak            | Spacewatch                                             |
| 150010 -          | 2005 UJ217             | 27 d'octubre de 2005   | Kitt Peak            | Spacewatch                                             |
| 150011 -          | 2005 UO231             | 25 d'octubre de 2005   | Mount Lemmon         | Mount Lemmon Survey                                    |
| 150012 -          | 2005 UQ241             | 25 d'octubre de 2005   | Kitt Peak            | Spacewatch                                             |
| 150013 -          | 2005 UU254             | 22 d'octubre de 2005   | Palomar              | NEAT                                                   |
| 150014 -          | 2005 UC343             | 31 d'octubre de 2005   | Anderson Mesa        | LONEOS                                                 |
| 150015 -          | 2005 UD350             | 27 d'octubre de 2005   | Palomar              | NEAT                                                   |
| 150016 -          | 2005 UB353             | 29 d'octubre de 2005   | Catalina             | CSS                                                    |
| 150017 -          | 2005 UY382             | 27 d'octubre de 2005   | Anderson Mesa        | LONEOS                                                 |
| 150018 -          | 2005 UF386             | 30 d'octubre de 2005   | Socorro              | LINEAR                                                 |
| 150019 -          | 2005 UB398             | 30 d'octubre de 2005   | Socorro              | LINEAR                                                 |
| 150020 -          | 2005 UQ402             | 28 d'octubre de 2005   | Catalina             | CSS                                                    |
| 150021 -          | 2005 UB448             | 30 d'octubre de 2005   | Socorro              | LINEAR                                                 |
| 150022 -          | 2005 UB485             | 22 d'octubre de 2005   | Catalina             | CSS                                                    |
| 150023 -          | 2005 UK493             | 25 d'octubre de 2005   | Socorro              | LINEAR                                                 |
| 150024 -          | 2005 UM493             | 25 d'octubre de 2005   | Socorro              | LINEAR                                                 |
| 150025 -          | 2005 VD6               | 3 de novembre de 2005  | Kitt Peak            | Spacewatch                                             |
| 150026 -          | 2005 VU6               | 6 de novembre de 2005  | Catalina             | CSS                                                    |
| 150027 -          | 2005 VB13              | 3 de novembre de 2005  | Mount Lemmon         | Mount Lemmon Survey                                    |
| 150028 -          | 2005 VH33              | 10 de novembre de 2005 | Catalina             | CSS                                                    |
| 150029 -          | 2005 VR34              | 3 de novembre de 2005  | Catalina             | CSS                                                    |
| 150030 -          | 2005 VD60              | 5 de novembre de 2005  | Socorro              | LINEAR                                                 |
| 150031 -          | 2005 VC97              | 5 de novembre de 2005  | Kitt Peak            | Spacewatch                                             |
| 150032 -          | 2005 VE98              | 7 de novembre de 2005  | Socorro              | LINEAR                                                 |
| 150033 -          | 2005 VQ106             | 5 de novembre de 2005  | Kitt Peak            | Spacewatch                                             |
| 150034 -          | 2005 VZ115             | 11 de novembre de 2005 | Kitt Peak            | Spacewatch                                             |
| 150035 Williamson | 2005 WO                | 20 de novembre de 2005 | Wrightwood           | J. W. Young                                            |
| 150036 -          | 2005 WD3               | 20 de novembre de 2005 | Anderson Mesa        | LONEOS                                                 |
| 150037 -          | 2005 WX4               | 19 de novembre de 2005 | Palomar              | NEAT                                                   |
| 150038 -          | 2005 WL19              | 24 de novembre de 2005 | Palomar              | NEAT                                                   |
| 150039 -          | 2005 WZ159             | 30 de novembre de 2005 | Catalina             | CSS                                                    |
| 150040 -          | 2005 WJ163             | 29 de novembre de 2005 | Kitt Peak            | Spacewatch                                             |
| 150041 -          | 2005 WO163             | 29 de novembre de 2005 | Kitt Peak            | Spacewatch                                             |
| 150042 -          | 2005 WK179             | 21 de novembre de 2005 | Anderson Mesa        | LONEOS                                                 |
| 150043 -          | 2005 WA185             | 29 de novembre de 2005 | Catalina             | CSS                                                    |
| 150044 -          | 2005 WX187             | 29 de novembre de 2005 | Catalina             | CSS                                                    |
| 150045 -          | 2005 WC194             | 29 de novembre de 2005 | Palomar              | NEAT                                                   |
| 150046 -          | 2005 XK107             | 1 de desembre de 2005  | Kitt Peak            | M. W. Buie                                             |
| 150047 -          | 2005 YB17              | 23 de desembre de 2005 | Kitt Peak            | Spacewatch                                             |
| 150048 -          | 2005 YV94              | 23 de desembre de 2005 | Socorro              | LINEAR                                                 |
| 150049 -          | 2006 OE1               | 19 de juliol de 2006   | Hibiscus             | S. F. Hönig                                            |
| 150050 -          | 2006 PT12              | 13 d'agost de 2006     | Palomar              | NEAT                                                   |
| 150051 -          | 2006 QM10              | 21 d'agost de 2006     | Hibiscus             | S. F. Hönig                                            |
| 150052 -          | 2006 QO10              | 21 d'agost de 2006     | Hibiscus             | S. F. Hönig                                            |
| 150053 -          | 2006 QW54              | 18 d'agost de 2006     | Anderson Mesa        | LONEOS                                                 |
| 150054 -          | 2006 QO62              | 23 d'agost de 2006     | Socorro              | LINEAR                                                 |
| 150055 -          | 2006 QM113             | 24 d'agost de 2006     | Socorro              | LINEAR                                                 |
| 150056 -          | 2006 QN137             | 30 d'agost de 2006     | Hibiscus             | S. F. Hönig                                            |
| 150057 -          | 2006 QT144             | 28 d'agost de 2006     | Socorro              | LINEAR                                                 |
| 150058 -          | 2006 QJ147             | 18 d'agost de 2006     | Kitt Peak            | Spacewatch                                             |
| 150059 -          | 2006 QA169             | 30 d'agost de 2006     | Anderson Mesa        | LONEOS                                                 |
| 150060 -          | 2006 RL4               | 12 de setembre de 2006 | Catalina             | CSS                                                    |
| 150061 -          | 2006 RE10              | 13 de setembre de 2006 | Palomar              | NEAT                                                   |
| 150062 -          | 2006 RN17              | 14 de setembre de 2006 | Palomar              | NEAT                                                   |
| 150063 -          | 2006 RA40              | 12 de setembre de 2006 | Catalina             | CSS                                                    |
| 150064 -          | 2006 RJ41              | 14 de setembre de 2006 | Palomar              | NEAT                                                   |
| 150065 -          | 2006 RG48              | 14 de setembre de 2006 | Catalina             | CSS                                                    |
| 150066 -          | 2006 SN7               | 16 de setembre de 2006 | Catalina             | CSS                                                    |
| 150067 -          | 2006 SJ8               | 16 de setembre de 2006 | Anderson Mesa        | LONEOS                                                 |
| 150068 -          | 2006 SK12              | 16 de setembre de 2006 | Anderson Mesa        | LONEOS                                                 |
| 150069 -          | 2006 SW55              | 18 de setembre de 2006 | Catalina             | CSS                                                    |
| 150070 -          | 2006 SJ61              | 20 de setembre de 2006 | Anderson Mesa        | LONEOS                                                 |
| 150071 -          | 2006 SZ110             | 21 de setembre de 2006 | Anderson Mesa        | LONEOS                                                 |
| 150072 -          | 2006 SL154             | 20 de setembre de 2006 | Palomar              | NEAT                                                   |
| 150073 -          | 2006 SK181             | 25 de setembre de 2006 | Mount Lemmon         | Mount Lemmon Survey                                    |
| 150074 -          | 2006 SX191             | 26 de setembre de 2006 | Mount Lemmon         | Mount Lemmon Survey                                    |
| 150075 -          | 2006 SP223             | 25 de setembre de 2006 | Kitt Peak            | Spacewatch                                             |
| 150076 -          | 2006 ST282             | 25 de setembre de 2006 | Anderson Mesa        | LONEOS                                                 |
| 150077 -          | 2006 SE356             | 30 de setembre de 2006 | Catalina             | CSS                                                    |
| 150078 -          | 2006 TV42              | 12 d'octubre de 2006   | Kitt Peak            | Spacewatch                                             |
| 150079 -          | 2006 TM71              | 11 d'octubre de 2006   | Palomar              | NEAT                                                   |
| 150080 -          | 2006 UV9               | 16 d'octubre de 2006   | Catalina             | CSS                                                    |
| 150081 -          | 2006 UH109             | 19 d'octubre de 2006   | Piszkéstető          | K. Sárneczky                                           |
| 150082 -          | 2006 UZ255             | 27 d'octubre de 2006   | Kitt Peak            | Spacewatch                                             |
| 150083 -          | 2006 VD71              | 11 de novembre de 2006 | Palomar              | NEAT                                                   |
| 150084 -          | 2006 WN11              | 16 de novembre de 2006 | Socorro              | LINEAR                                                 |
| 150085 -          | 2006 WQ14              | 16 de novembre de 2006 | Mount Lemmon         | Mount Lemmon Survey                                    |
| 150086 -          | 2006 WW61              | 17 de novembre de 2006 | Socorro              | LINEAR                                                 |
| 150087 -          | 2006 WC175             | 23 de novembre de 2006 | Kitt Peak            | Spacewatch                                             |
| 150088 -          | 2006 XY16              | 10 de desembre de 2006 | Kitt Peak            | Spacewatch                                             |
| 150089 -          | 2006 XL30              | 13 de desembre de 2006 | Kitt Peak            | Spacewatch                                             |
| 150090 -          | 2006 XA61              | 15 de desembre de 2006 | Socorro              | LINEAR                                                 |
| 150091 -          | 2006 YQ35              | 21 de desembre de 2006 | Kitt Peak            | Spacewatch                                             |
| 150092 -          | 4156 P-L               | 24 de setembre de 1960 | Palomar              | C. J. van Houten, I. van Houten-Groeneveld, T. Gehrels |
| 150093 -          | 4197 P-L               | 24 de setembre de 1960 | Palomar              | C. J. van Houten, I. van Houten-Groeneveld, T. Gehrels |
| 150094 -          | 6845 P-L               | 24 de setembre de 1960 | Palomar              | C. J. van Houten, I. van Houten-Groeneveld, T. Gehrels |
| 150095 -          | 1235 T-2               | 29 de setembre de 1973 | Palomar              | C. J. van Houten, I. van Houten-Groeneveld, T. Gehrels |
| 150096 -          | 3023 T-2               | 30 de setembre de 1973 | Palomar              | C. J. van Houten, I. van Houten-Groeneveld, T. Gehrels |
| 150097 -          | 4319 T-2               | 29 de setembre de 1973 | Palomar              | C. J. van Houten, I. van Houten-Groeneveld, T. Gehrels |
| 150098 -          | 5086 T-2               | 25 de setembre de 1973 | Palomar              | C. J. van Houten, I. van Houten-Groeneveld, T. Gehrels |
| 150099 -          | 1137 T-3               | 17 d'octubre de 1977   | Palomar              | C. J. van Houten, I. van Houten-Groeneveld, T. Gehrels |
| 150100 -          | 1229 T-3               | 17 d'octubre de 1977   | Palomar              | C. J. van Houten, I. van Houten-Groeneveld, T. Gehrels |